# Cercospora zonata
Cercospora zonata G. Winter – gatunek grzybów z klasy Dothideomycetes. Mikroskopijny grzyb pasożytniczy powodujący u kilku gatunków wyki plamistość liści, u bobu chorobę o nazwie chwościk bobu.

## Systematyka i nazewnictwo
Pozycja w klasyfikacji według Index Fungorum: Cercospora, Mycosphaerellaceae, Capnodiales, Dothideomycetidae, Dothideomycetes, Pezizomycotina, Ascomycota, Fungi.
Po raz pierwszy opisał go Heinrich Georg Winter w 1884 r. na żywych liściach bobu w Portugalii i nadana przez niego nazwa naukowa jest ważna. Synonimy:
- Cercospora fabae Fautre 1891
- Cercosporina fabae (Fautrey) Teizô Takah. & Hashio Suzuki 1929

## Morfologia
Zaliczany jest do grupy grzybów cerkosporoidalnych. Rozwija się jako endofit w tkankach roślin. Powoduje na liściach powstawanie okrągłych lub kanciastych, często koncentrycznie strefowanych plam o średnicy 2–12 mm, barwie brązowej lub szarej, z ciemnobrązową otoczką. Tworzy małe podkładki zbudowane z ciemnobrązowych komórek i średnicy około 30 μm, rzadko większe. Konidiofory zebrane w gęste, ciemnobrązowe, jaśniejsze przy wierzchołkach pęczki (koremia). Są septowane, nierozgałęzione, rzadko kolankowate i mają wymiary 15–45 × 3,5–5,5 μm. Konidia szkliste, cylindryczne, rzadko z 4-8 przegrodami, proste lub zakrzywione ze ściętą lub odwrotnie stożkowatą podstawą i tępym wierzchołkiem, 35–92 × 3–5 μm.

## Występowanie i siedlisko
Znane jest występowanie Cercospora zonata w Ameryce Północnej, Środkowej i Południowej, Europie i Australii i na Nowej Zelandii. Występuje również w Polsce.
Żywicielami są różne gatunki wyki: bób (V. fabia), wyka narbońska (V. narbonensis) i wyka siewna (V. sativa).